# Leucauge ditissima
Leucauge ditissima är en spindelart som först beskrevs av Tord Tamerlan Teodor Thorell 1887.  Leucauge ditissima ingår i släktet Leucauge och familjen käkspindlar. Inga underarter finns listade i Catalogue of Life.